# Георге Кантакузино
Георге Григоре Кантакузино (на румънски: Gheorghe Grigore Cantacuzino) е румънски политически и държавен деец, и виден общественик. Водач на консерваторите и министър-председател на Румъния от 11 април 1899 до 7 юли 1900 и от 22 декември 1904 до 12 март 1907 г.
Министър на вътрешните работи, министър на финансите, министър на благоустройството. Председател на Камарата на депутатите на Румъния. Председател на румънския Сенат. Кмет на Букурещ (1869-1870). Адвокат по професия.

## Биография
По своя произход е един от най-видните представители на рода Кантакузино. Богат земевладелец. Учи в Букурещ, след това следва право в Париж. През 1858 г. става доктор по право с дисертация на тема „Теорията на иновациите в Румъния и френското право“.
След завръщането си вече в обединените княжества Влашко и Молдова сътрудничи на няколко издания („Revista Română“ и „Revista Dunării“). От 1862 г. работи в съдебни институции, като е съдия и член на Апелативния съд. През 1864 г. хвърля демонстративно оставката си в знак на протест срещу политиката на реформи на владетеля Александру Йоан Куза. След абдикацията на княза се връща на съдебна служба и е назначен за председател на отделение в Апелативния съд (1866 г.).
Като член на заможно семейство, Кантакузин е привърженик на консервативната идеология. Започва политическата си кариера като депутат в Учредителното събрание в Прахова през 1866 г., след което е кмет на столицата, като по негово кметско време в Букурещ е създаден Българския революционен централен комитет.
През 1870-е години заема различни министерски постове. През 1876 г. е избран за сенатор. По време на руско-турската Освободителна война (1877-1878) е комисар на румънската дипломатическа мисия при върховното командване на руската императорска армия. Поддръжник на румънското участие във войната за свободата на България. През 1880-е години е непрекъснато депутат и сенатор, с изключение на пребиваването му във Франция през 1884-1886 г. поради болест. 
На 16 ноември 1889 г. е избран за президент на Палатата на депутатите на Румъния, след което на два пъти отново е избиран за председател, включително и за председател на Сената на Румъния.
От 1899 г. е председател на Консервативната партия на Румъния. Умира на 80-годишна възраст в Букурещ по време на Балканската война.